# 莫基諾 (新墨西哥州)
莫基諾（英語：Moquino）是位於美國新墨西哥州錫沃拉縣的普查規定居民點。

## 人口
根據2020年美國人口普查的數據，莫基諾的面積為1.81平方千米，皆為陸地。當地共有人口31人，而人口密度為每平方千米17.13人。